# Helios (telewizor)
Unitra WZT „Helios” – rodzina kolorowych telewizorów produkowanych w latach 80. przez Warszawskie Zakłady Telewizyjne „Unitra-WZT”, następca odbiornika Jowisz. Posiadał nowoczesny na owe czasy kineskop typu PIL-S4 produkowany przez Zakłady Kineskopowe „Unitra-Polkolor”. Powstały 3 serie: TC 400, TC 500 oraz TC 700. Największą różnicą pomiędzy tymi odbiornikami była przekątna ekranu, odpowiednio dla odbiorników TC 400, TC 500 i TC 700: 20, 22 cale oraz 26 cali. Istniały również wersje Heliosa z modułem monitorowym, który umożliwiał podłączenie do odbiornika poprzez gniazdo RGB komputera domowego bądź magnetowidu poprzez wejście z tyłu obudowy.
Wybór programów odbywa się w tym odbiorniku poprzez naciśnięcie szufladki, która następnie wysunie się z odbiornika, i programowanie kanałów ręcznymi stroikami – da się ich zaprogramować maksymalnie cztery.

## Galeria

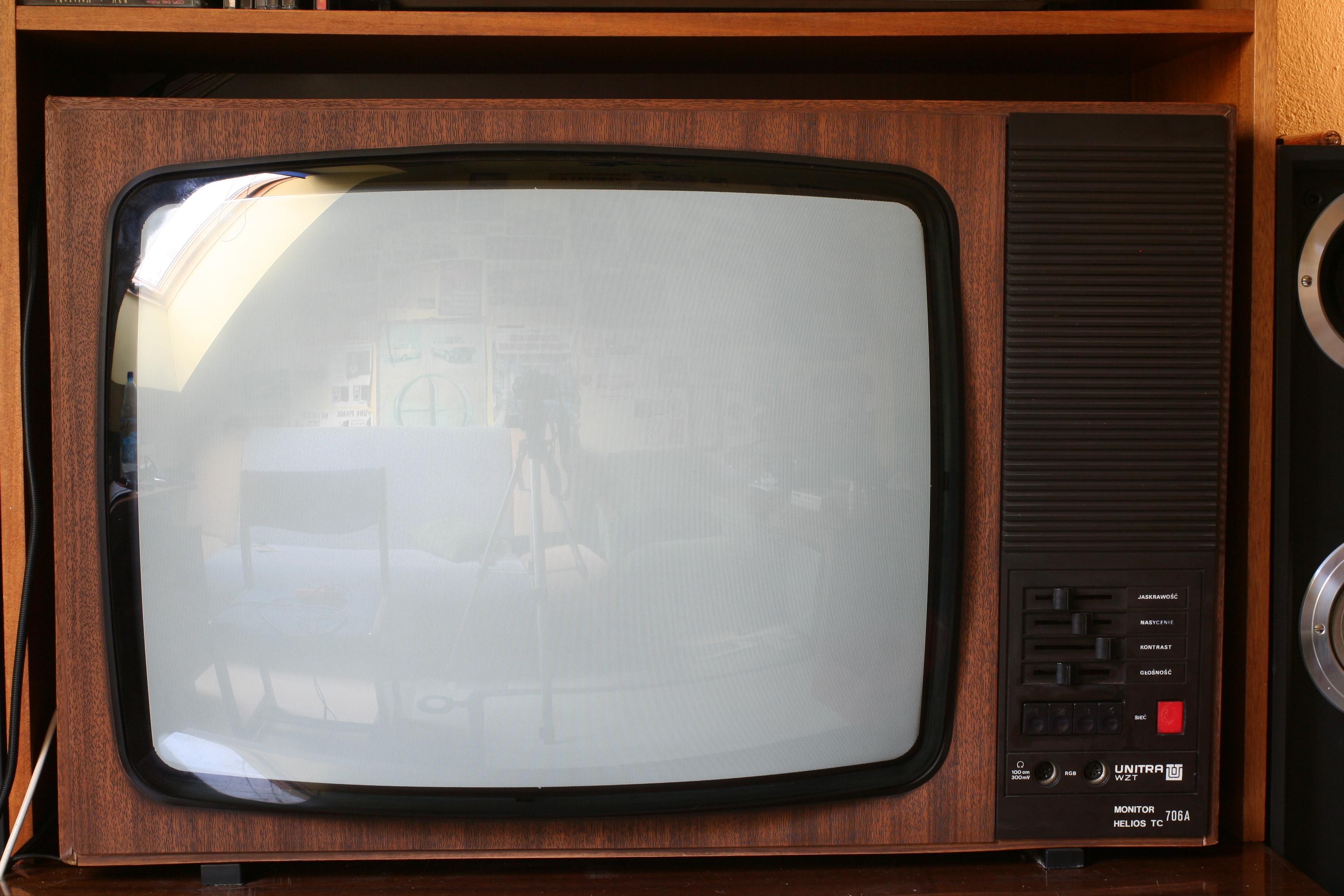
Odbiornik telewizyjny WZT Helios TC-706A wersja monitorowa
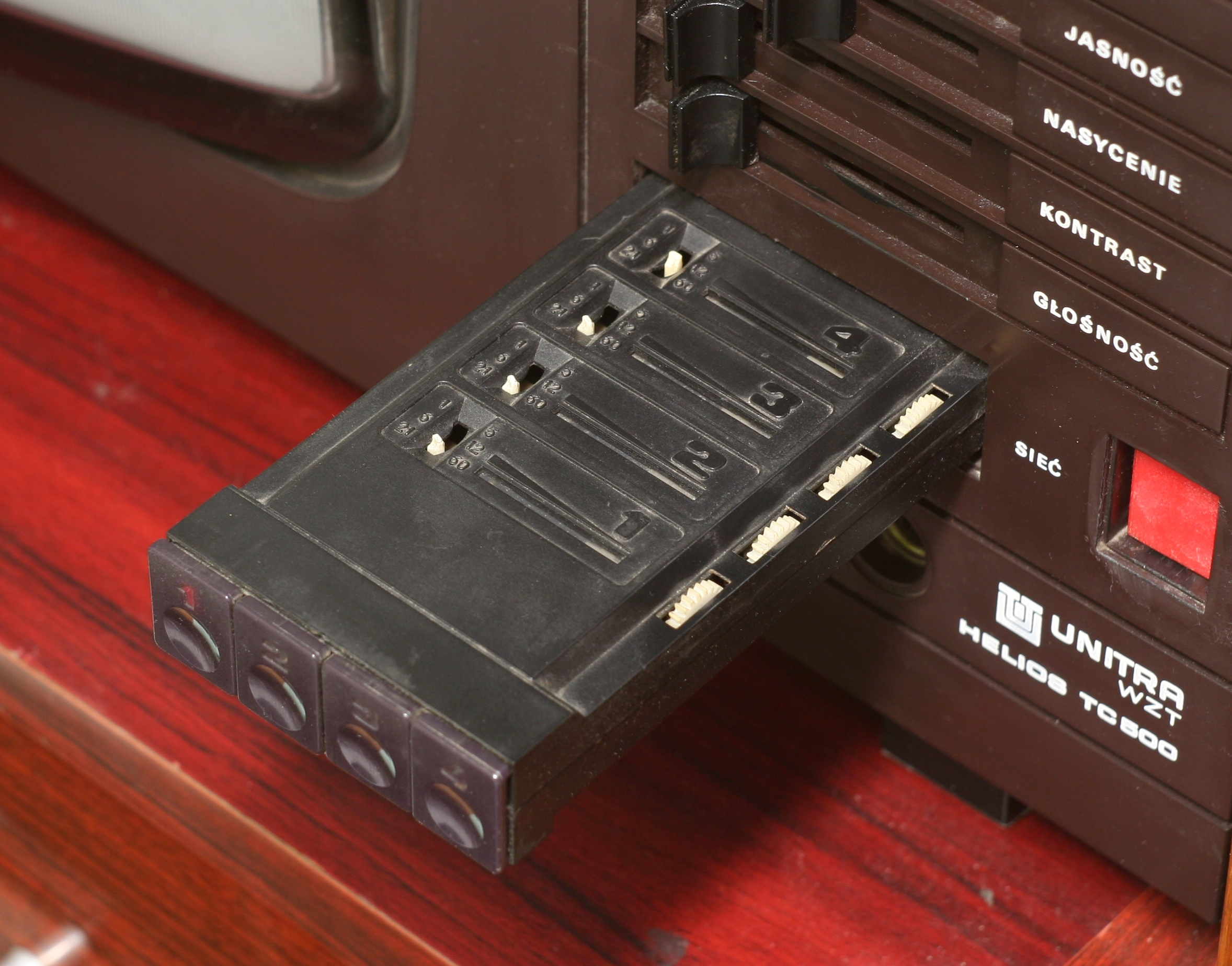
Sposób programowania kanałów w odbiorniku – wysunięta szufladka wraz ze stroikami